# 倉岡生夏
倉岡 生夏（くらおか きなつ、1991年7月17日 - ）は、青森県七戸町出身の元グラビアアイドル、タレント。元エースクルー・エンタテインメント所属。

## 人物
- 特技は、ハイチュウの袋集め。
- 趣味は、チョコの大食い。
  - 1日約1キロ近くチョコレートを主食として食べ、「チョコレート姫」と呼ばれる。
- 現在、結婚の為　芸能活動休止中。

## 出演

### TV
- 『JIN-仁-』（TBS）街娘役
- 『イツザイSハイスクール』（テレビ東京）
- 『遠藤淳』（テレビ東京）
- 『方言彼女。2』（東名阪ネット6）
- 『戦国男子』
- 『STAND UP!ヴァンガード』(2012年5月3日、テレビ東京)
- TBSテレビ私の何がイケないの?
- TBSテレビなんだ君は!?TV

### ラジオ
- サニチルのスーパーラジオ（かわさきFM）

### 映画
- 夢悪魔 -閉ざされた心- （2010年8月28日リリース、主演：笠原智香役、ZENピクチャーズ、作品番号：ZMX-22）

### イメージDVD
- 『ピュア・スマイル 倉岡生夏』（2010年10月22日、竹書房）
- アイドルワン「生夏〜なまなつ*きなつ〜」（2012年9月20日、ラインコミュニケーションズ）

### 雑誌
- 「GARRRR（月刊ガルル）」グラビア 2010年5月号
- 「ヤングキング」グラビア 2010年11月13日
- 「ヤングアニマル」なりきりアイドルコーナー 2010年8月
- 「エキサイティングMAX」2010年9月
- 「バイキチ」2010年10月
- 「アクション」新人グラドル 2010年10月号
- 「BOMB」ビキニ道場 2009年11月号、12月号
- 「SPA!」どるばこ 2010年7月

### モバイル
- 携帯ヤングマガジン『裏ヤンマガ』
- ワニブックスモバイル
- 週プレモバイル「仲村みうのグラドルチェック」
- 激カワ☆アイドル図鑑
- グラビアチャンネル
- B.L.T.モバイル「NEW face beauty」

### Web
- ZAK THE QUEEN 2009 1st Stage[2]
- 「スクランブルエッグon the Web」表紙モデル＆Recommended Eggs（2010年10月）[3]
- 最新ゲーム情報バラエティ番組「ゲッチャ」

### 舞台
- アリスインプロジェクト「ハルモニアガーデン」（2011年8月10日-14日、シアターKASSAI、演出:松田信行、脚本:麻草郁） - 中郷来美 役
- アポロ5[ザ・デットエンド]  - 千那役
- 「D'TOT 5th act【FROGー新撰組寄留記ー】 - 深雨役
- 少年社中 第29回公演 ネバーランド - ジェークス役
- ASSH第18回公演　『蒼海のティーダ』 - 脚本・演出／まつだ壱岱・ラミ役